# Hohenleipisch
Hohenleipisch település Németországban, azon belül Brandenburgban. Lakosainak száma 2006 fő (2023. december 31.).

## Népesség
A település népességének változása:
| Lakosok száma | 2032 | 2014 | 1930 | 2005 | 2006 |
|               | 2017 | 2019 | 2021 | 2022 | 2023 |